# مؤتمر الأمم المتحدة للتغير المناخي 2017

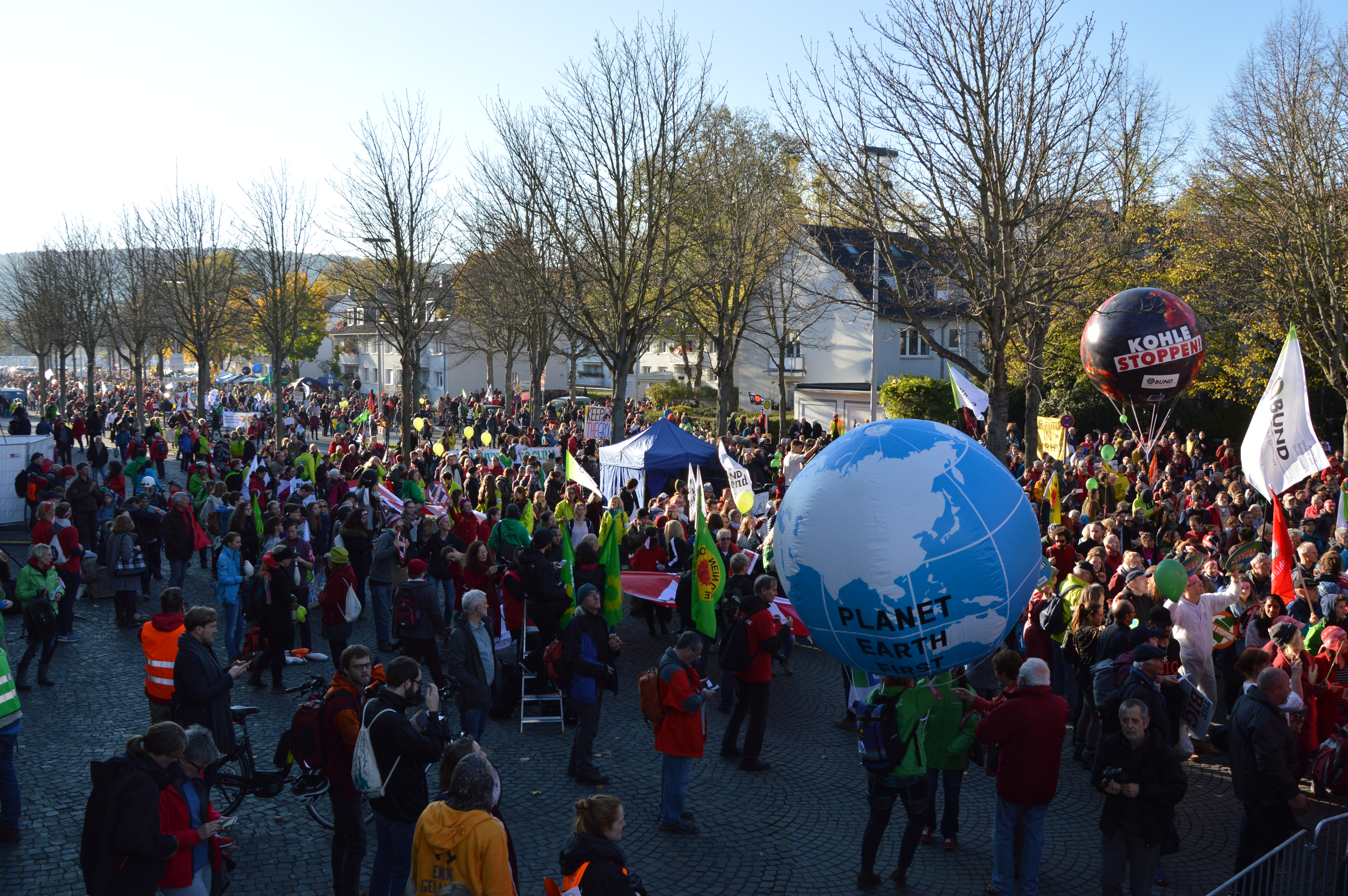
مظاهرة في بون بتاريخ 4 نوفمبر 4 عام 2017.

مؤتمر الأمم المتحدة للتغير المناخي لعام 2017 (COP23) هو اجتماع دولي للقادة السياسيين والجهات الفاعلة غير الحكومية والناشطين لمناقشة القضايا البيئية. عُقد المؤتمر في مجمع الأمم المتحدة في بون (ألمانيا) في الفترة من 6 إلى 17 نوفمبر 2017. تضمن المؤتمر الثالث والعشرون الأطراف في اتفاقية الأمم المتحدة الإطارية بشأن التغير المناخي (UNFCCC)، والاجتماع الثالث عشر للأطراف في اتفاقية كيوتو (CMP13)، والدورة الثانية للاجتماع الأول للأطراف في اتفاق باريس للمناخ (CMA1-2 أو CMA1.2).
كان الغرض من المؤتمر هو مناقشة الخطط لمواجهة تغير المناخ وتنفيذها، ومن ضمنها مناقشة تفاصيل كيفية عمل اتفاق باريس للمناخ بعد دخوله حيز التنفيذ في عام 2020. ترأس مؤتمر الأطراف رئيس وزراء فيجي، فرانك باينيماراما، وهي أول مرة تتولى فيها دولة جزرية صغيرة نامية رئاسة المفاوضات. قدمت الحكومة الألمانية دعمًا كبيرًا بلغ أكثر من 117 مليون يورو (135.5 مليون دولار) لبناء مرافق المؤتمرات.
مع أن مؤتمر الأطراف الثالث والعشرين ركّز بشكل أساسي على التفاصيل الفنية لاتفاق باريس، كان أول مؤتمر للأطراف يُعقد بعد إعلان الرئيس دونالد ترامب أن الولايات المتحدة ستنسحب من الاتفاق.
اختُتم مؤتمر الأطراف الثالث والعشرون بما أُطلق عليه «زخم فيجي للتنفيذ» الذي حدّد الخطوات التي يجب اتخاذها في عام 2018 لجعل اتفاق باريس عمليًا، وأطلق حوار تالانوا الذي يُعدّ عملية مصمَّمة لمساعدة البلدان على تعزيز مساهماتها المحدّدة وطنيًا وتنفيذها بحلول عام 2020.

## النتائج
أُحرز تقدم كبير في ما يسمى المبادئ التوجيهية لتنفيذ اتفاق باريس -المعروفة باسم كتاب قواعد باريس- وهي التفاصيل التي ستحدد كيفية عمل الاتفاق عمليًا. أسفر مؤتمر الأطراف الثالث والعشرون عن زخم فيجي للتنفيذ، ما عزز الحاجة إلى إجراءات عاجلة وزاد الطموح. سيتعيّن على الأطراف وضع الصيغة النهائية للمبادئ التوجيهية للتنفيذ في مؤتمر الأطراف الرابع والعشرين.
في مؤتمر الأطراف الثالث والعشرين، أعلنت رئاسة فيجي نهجها تجاه حوار تالانوا -المعروف سابقًا باسم الحوار التسهيلي. إن حوار تالانوا هو عملية شاملة وتشاركية مصمَّمة للسماح للدول بتقييم التقدم المحرَز حتى الآن نحو تحقيق اتفاق باريس طويل الأجل، ومساعدتها على زيادة طموح مساهماتها المحددة وطنيًا بحلول عام 2020. يُعدّ حوار تالانوا مقدمة لعمليات التقييم العالمية التي ستُجرى كل خمس سنوات، بدءًا من عام 2023.
ظهر صدع بين الدول المتقدمة والدول النامية حول إجراءات ما قبل 2020. في اليوم الأول من المؤتمر، طلبت البلدان النامية، من ضمنها الصين والهند، بندًا من جدول الأعمال لمناقشة هذه القضية، والذي يشير إلى تقليل الانبعاثات الذي يتعين على البلدان المتقدمة الالتزام به قبل عام 2020 بموجب اتفاقية كيوتو. تهرّبت الدول المتقدمة من هذا الطلب بحجة أن هذه القضية نوقشت على أفضل وجه في منتديات أخرى. في النهاية، وافقت الأطراف على عقد جلسات تقييم إضافية في 2018 و 2019 لاستعراض التقدم المحرَز في الحد من الانبعاثات، ووضع تقييمين بشأن التمويل المتعلق بالمناخ في 2018 و 2020. صادقت العديد من البلدان الأوروبية، من ضمنها المملكة المتحدة وألمانيا وإسبانيا، على تعديل الدوحة خلال مؤتمر الأطراف الثالث والعشرين. أعلنت سوريا في مؤتمر الأطراف الثالث والعشرين أيضًا أنها ستوقّع على اتفاق باريس للمناخ، وبذلك كانت الولايات المتحدة الدولة الوحيدة التي رفضت الاتفاقية.
اتفقت البلدان المتقدمة والنامية أيضًا على إجراء حوار للخبراء في 2018 حول قضية الخسائر والأضرار المثيرة للجدل، والذي سيستكشف الخيارات لتعبئة الخبرة والتكنولوجيا والدعم لضحايا تغير المناخ، وسيزوّد المراجعة التالية بآلية وارسو الدولية في عام 2019.
توصّلت الأطراف إلى قرار تاريخي بشأن الزراعة بعد ست سنوات من الجمود. أنشأ الاتفاقُ عمل كورونيفيا المشترك في الزراعة لتطوير استراتيجيات جديدة وتنفيذها في قطاع الزراعة.
أنهت الأطراف أيضًا خطة العمل المتعلقة بالنوع الاجتماعي ومنتدى المجتمعات المحلية والشعوب الأصلية، وكلاهما مصمّم لزيادة مشاركة المجموعات المهمّشة تقليديًا في مفاوضات المناخ للأمم المتحدة.
أطلقت مجموعة من 30 دولة، من ضمنها بريطانيا وكندا ونيوزيلندا، تحالف وقف استخدام الفحم في تزويد الطاقة بهدف التخلص التدريجي من الفحم في توليد الطاقة بحلول عام 2030.

## وصلات خارجية
- Official page of the UNFCCC website